# Nachi (tàu tuần dương Nhật)
Nachi (tiếng Nhật: 那智) là một tàu tuần dương hạng nặng của Hải quân Đế quốc Nhật Bản, một trong số bốn chiếc thuộc lớp Myōkō; những chiếc khác trong lớp này là Myōkō, Ashigara và Haguro. Tên của nó được đặt theo một ngọn núi tại tỉnh Wakayama. Nachi đã hoạt động trong Chiến tranh Thế giới thứ hai, và bị máy bay Mỹ đánh chìm tại vịnh Manila ngày 5 tháng 11 năm 1944.

## Thiết kế và chế tạo
Những con tàu trong lớp này có trọng lượng rẽ nước 13.300 tấn, dài 204 m và có thể di chuyển với tốc độ tối đa đến 36 knot (67 km/h). Chúng mang được hai thủy phi cơ và dàn pháo chính bao gồm mười khẩu 203mm (8 inch), hỏa lực mạnh nhất vào thời đó đối với mọi tàu tuần dương trên thế giới.
Nachi được đặt lườn tại Xưởng hải quân Kure vào ngày 26 tháng 11 năm 1924, được hạ thủy và đặt tên vào ngày 15 tháng 6 năm 1927, và được đưa ra hoạt động cùng Hải quân Đế quốc Nhật Bản vào ngày 26 tháng 11 năm 1928.

## Lịch sử hoạt động

### Giai đoạn mở màn Chiến tranh Thái Bình Dương
Các tàu tuần dương hạng nặng Myōkō và Nachi hợp thành Hải đội Tuần dương 5 dưới quyền chỉ huy của Chuẩn Đô đốc Takeo Takagi và tham gia vào Lực lượng hỗ trợ cho "Chiến dịch M" chiếm đóng phần phía Nam quần đảo Philippine. Soái hạm của lực lượng này là chiếc tàu sân bay hạng nhẹ Ryujo, mang cờ hiệu của Phó Đô đốc Ibō Takahashi. Tham gia lực lượng này còn có tàu tuần dương hạng nhẹ Jintsu và tám tàu khu trục. Chúng đã hỗ trợ cho việc đổ bộ lên Davao và Legaspi vào tháng 12 năm 1941.
Trong một đợt sắp xếp lại vào cuối tháng 12, Hải đội Tuần dương 5 được đưa vào Lực lượng tấn công dưới quyền chỉ huy của Chuẩn Đô đốc Raizō Tanaka. Lực lượng này còn bao gồm các tàu sân bay Ryujo và Chitose, các tàu tuần dương Nagara và Naka, năm tàu khu trục và bảy tàu vận chuyển.
Tại Đông Ấn thuộc Hà Lan, Nachi đối đầu cùng lực lượng đối phương ngoài khơi Makassar vào ngày 8 tháng 2 năm 1942. Nó đóng vai trò quan trọng trong Trận chiến biển Java vào ngày 27 tháng 2 năm 1942, và tham gia vào việc đánh chìm tàu tuần dương hạng nặng Anh Exeter và tàu khu trục Encounter trong một hoạt động khác ngoài khơi phía Nam Borneo vào ngày 1 tháng 3 năm 1942.
Sau đó Nachi di chuyển đến quần đảo Aleut nơi nó tham gia một đòn tấn công phân tán nghi binh tại quần đảo này vào ngày 3 tháng 6 năm 1942. Nó quay trở lại quần đảo Aleut sau khi bị hư hại vào ngày 26 tháng 3 năm 1943 trong Trận chiến quần đảo Komandorski, và tham gia hoạt động tại Kiska vào tháng 7 năm 1943. Đến tháng 10 năm 1944, nó có mặt tại Philippines, và bị hư hại khi tham gia Trận chiến eo biển Surigao vào ngày 25 tháng 10 năm 1944.

### Kết thúc
Cuối cùng Nachi bị máy bay từ các tàu sân bay Lexington và Ticonderoga đánh chìm trong vịnh Manila vào ngày 5 tháng 11 năm 1944. Chiếc tàu tuần dương chịu đựng ba đợt không kích và trúng ít nhất chín quả ngư lôi và nhiều rocket, bị nổ tung hai lần và bị tách làm ba mảnh trước khi chìm trong một đám dầu loang lớn. Trong số thủy thủ đoàn, có 807 người thiệt mạng kể cả Thuyền trưởng Kanooka, và có 220 người sống sót. Tư lệnh lực lượng tấn công, Phó Đô đốc Kiyohide Shima, sống sót vì ông đang ở trên bờ khi máy bay của Lực lượng Đặc nhiệm 38 tấn công.
Trong quyển sách của mình Combined Fleet Decoded, tác giả John Prados cho biết về một cú sốc tình báo quan trọng khi người nhái Hải quân Mỹ phát hiện các tài liệu về bộ mật mã được tìm thấy trên bàn và trong ngăn kéo trên chiếc Nachi. Điều này gây sửng sốt vì những tài liệu mật như vậy thậm chí còn không được cất giữ trong những két sắt an toàn, vì lúc đó Nachi đang là soái hạm của lực lượng tấn công. Các trang bị radar đời đầu của Nhật Bản cũng được tìm thấy trên xác tàu đắm của con tàu.
Đã có sự suy đoán rằng một số lượng vàng lớn đang trên chiếc Nachi khi nó bị đánh chìm, và sau đó được các người nhái Hải quân Mỹ tìm thấy. Tuy nhiên đây là một điểm gây ra nhiều sự tranh luận và nghi ngờ, khi bị đa số các tác giả bác bỏ vì có quá ít chứng cứ.

## Danh sách thuyền trưởng
- Yoshiyuki Niiyama (Sĩ quan trang bị trưởng): 10 tháng 9 năm 1928 - 26 tháng 11 năm 1928
- Yoshiyuki Niiyama: 26 tháng 11 năm 1928 - 30 tháng 11 năm 1929
- Jiro Onishi: 30 tháng 11 năm 1929 - 1 tháng 12 năm 1930
- Noboru Hirata: 1 tháng 12 năm 1930 - 1 tháng 12 năm 1931
- Hiroyoshi Tabata: 1 tháng 12 năm 1931 - 1 tháng 12 năm 1932
- Yoshinosuke Owada: 1 tháng 12 năm 1932 - 15 tháng 11 năm 1933
- Fuchina Iwaihara: 15 tháng 11 năm 1933 - 15 tháng 11 năm 1934
- Hầu tước Teruhisa Komatsu: 15 tháng 11 năm 1934 - 2 tháng 12 năm 1935
- Michitaro Totsuka: 2 tháng 12 năm 1935 - 16 tháng 11 năm 1936
- Ryozo Fukuda: 16 tháng 11 năm 1936 - 1 tháng 12 năm 1937
- Kanki Iwagoe: 1 tháng 12 năm 1937 - 10 tháng 10 năm 1939
- Tsutomu Sato: 10 tháng 10 năm 1939 - 15 tháng 11 năm 1939
- Sukeyoshi Yatsushiro: 15 tháng 11 năm 1939 - 15 tháng 11 năm 1940
- Tamotsu Takama: 15 tháng 11 năm 1940 - 20 tháng 8 năm 1941
- Takahiko Kiyota: 20 tháng 8 năm 1941 - 16 tháng 11 năm 1942 (được thăng lên Chuẩn Đô đốc ngày 1 tháng 11 năm 1942.)
- Akira Soji: 16 tháng 11 năm 1942 - 10 tháng 9 năm 1943
- Shiro Shibuya: 10 tháng 9 năm 1943 - 20 tháng 8 năm 1944
- Enpei Kanooka: 20 tháng 8 năm 1944 - 5 tháng 11 năm 1944 (tử trận, được truy thăng lên Chuẩn Đô đốc)

### Sách
- D'Albas, Andrieu (1965). Death of a Navy: Japanese Naval Action in World War II. Devin-Adair Pub. ISBN 0-8159-5302-X.
- Dull, Paul S. (1978). A Battle History of the Imperial Japanese Navy, 1941-1945. Naval Institute Press. ISBN 0-87021-097-1.
- Lacroix, Eric (1997). Japanese Cruisers of the Pacific War. Linton Wells. Naval Institute Press. ISBN 0-87021-311-3.
- Seagrave, Sterling (2003). Gold Warriors: America's Secret Recovery of Yamashita's Gold. Verso. ISBN 1-85984-542-8.